# Empidonax flaviventris
Empidonax flaviventris là một loài chim trong họ Tyrannidae.

## Hình ảnh

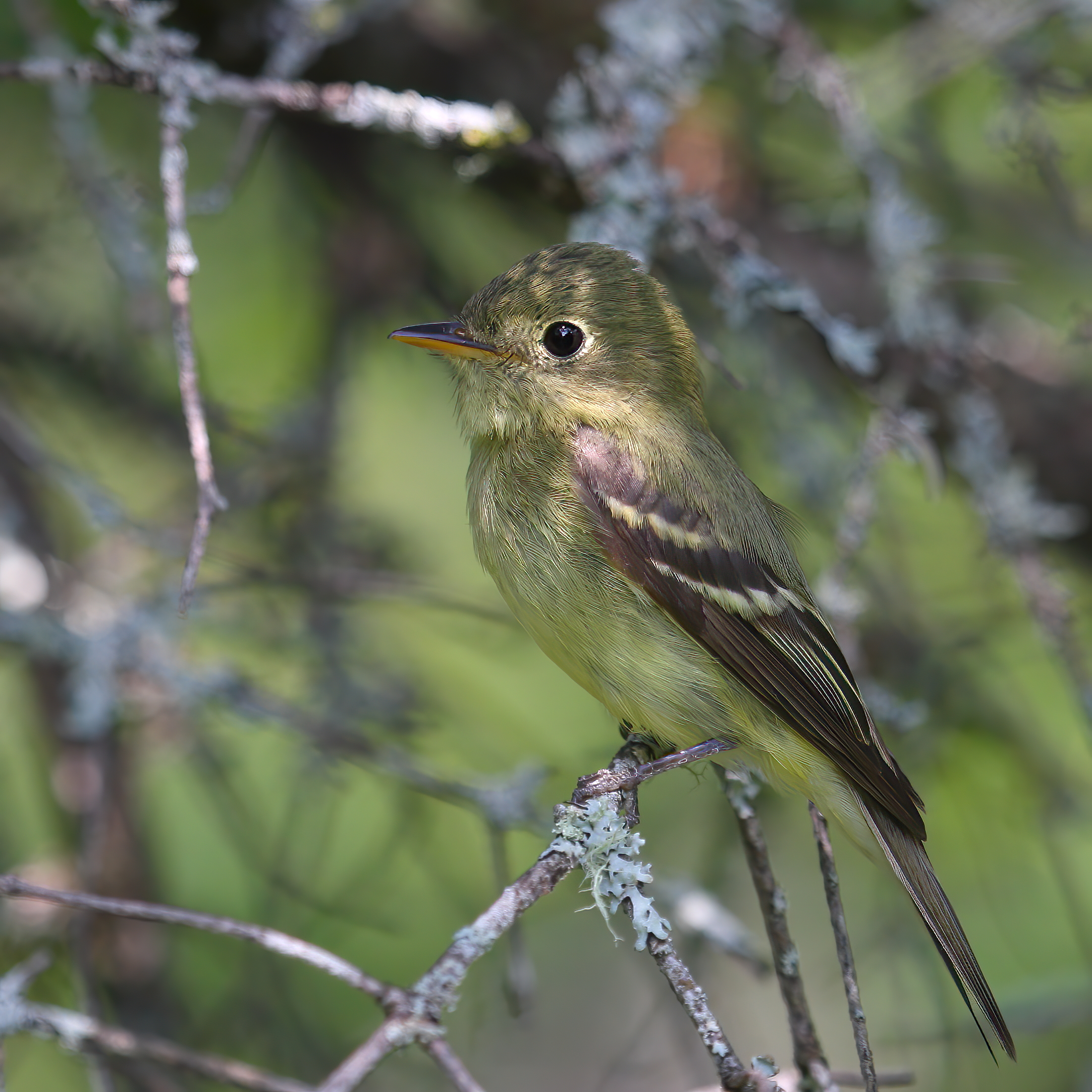
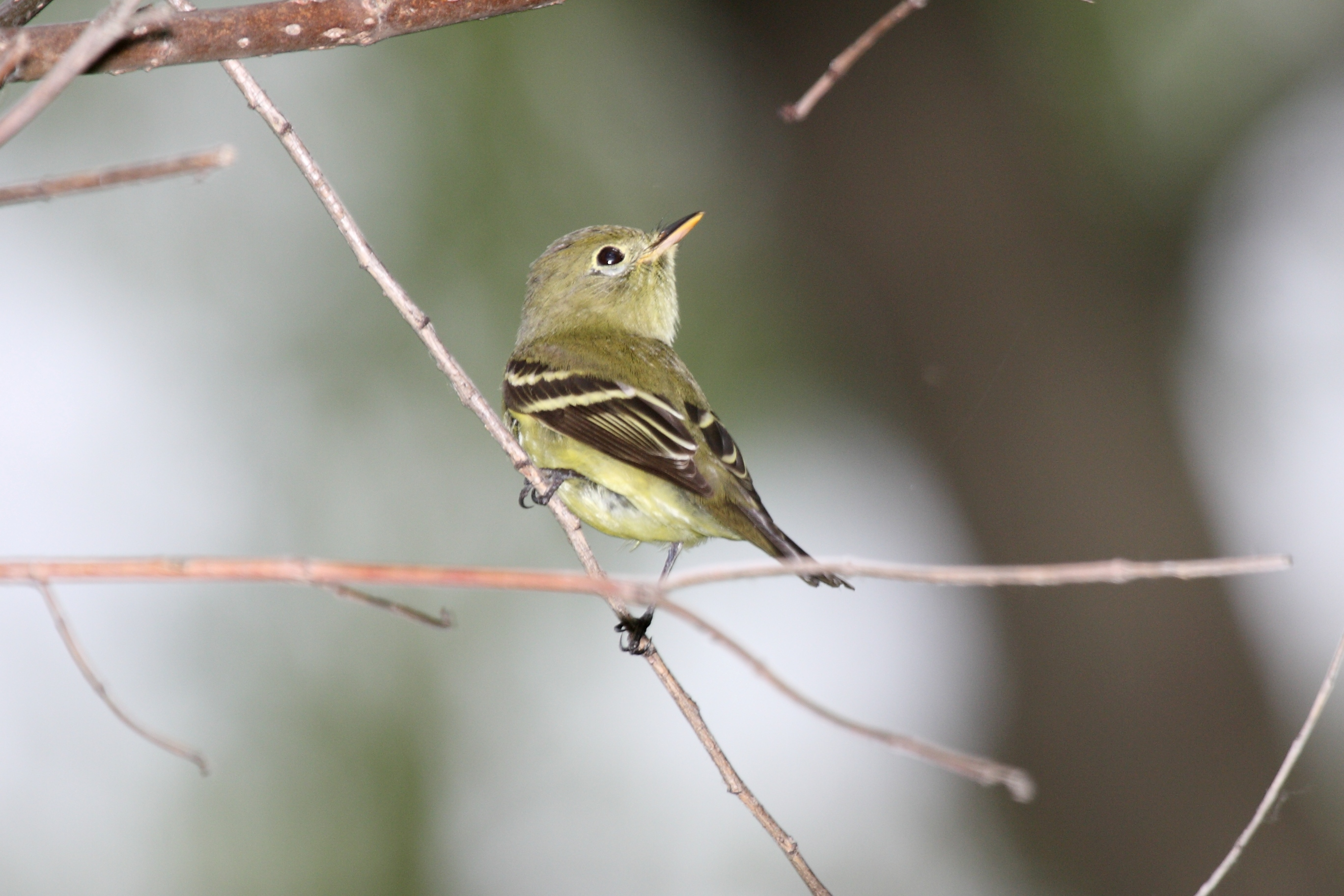
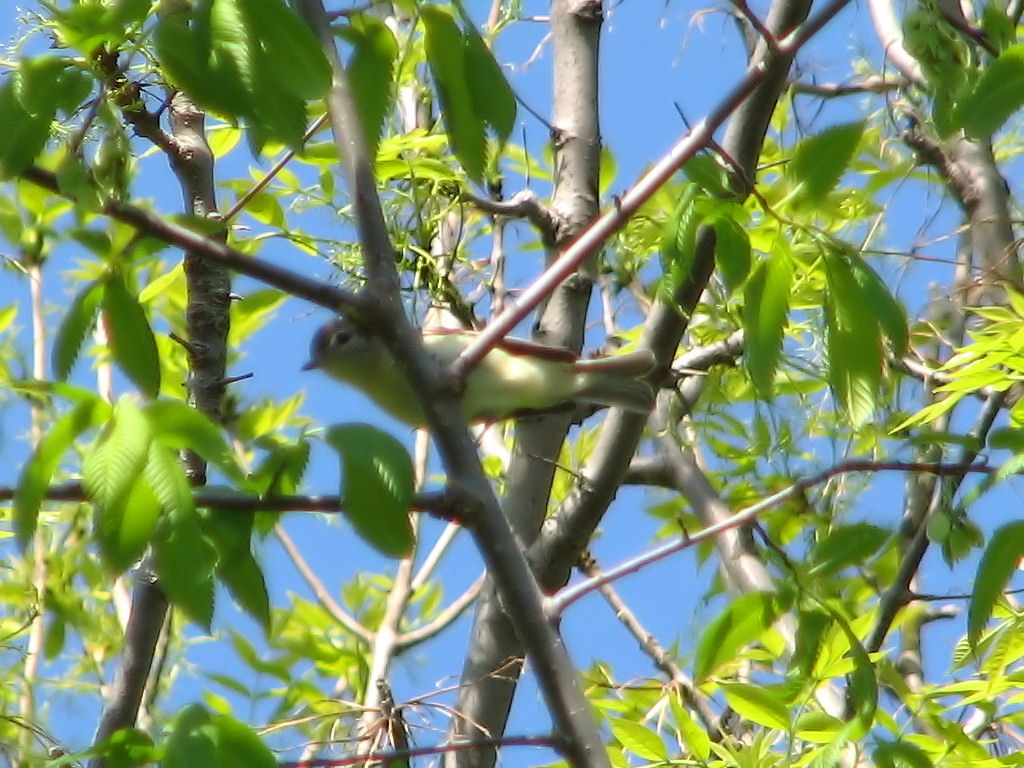